# Robert Filip
Robert Constantin Filip (Piatra Neamț, 2 marzo 2002) è un calciatore rumeno, centrocampista del CFR Cluj.

## Carriera
Cresciuto nel settore giovanile dell'Alessandria, nel 2020 viene ceduto in prestito al PDHAE, società valdostana militante in Serie D. Dopo un'ottima stagione a livello individuale e di squadra, il 7 agosto 2021 si trasferisce, sempre a titolo temporaneo, al Derthona. Messosi in mostra come uno dei migliori giocatori dell'intera quarta serie, nel 2022 fa ritorno all'Alessandria, venendo inserito nella rosa della prima squadra.
Il 14 febbraio 2023 viene ceduto al CFR Cluj. Poco impiegato con i Ferrovieri, l'11 febbraio 2025 passa in prestito al Botoșani.

## Statistiche

### Presenze e reti nei club
Statistiche aggiornate al 11 luglio 2025.
| Stagione           | Squadra            | Campionato         | Campionato | Campionato | Coppe nazionali | Coppe nazionali | Coppe nazionali | Coppe continentali | Coppe continentali | Coppe continentali | Altre coppe | Altre coppe | Altre coppe | Totale | Totale | Totale |
| Stagione           | Squadra            | Comp               | Pres       | Reti       | Comp            | Pres            | Reti            | Comp               | Pres               | Reti               | Comp        | Pres        | Reti        | Pres   | Reti   |        |
| ------------------ | ------------------ | ------------------ | ---------- | ---------- | --------------- | --------------- | --------------- | ------------------ | ------------------ | ------------------ | ----------- | ----------- | ----------- | ------ | ------ | ------ |
| 2019-2020          | Alessandria        | C                  | 0          | 0          | CI-C            | 0               | 0               | -                  | -                  | -                  | -           | -           | -           | 0      | 0      |        |
| sett. 2020-2021    | PDHAE              | D                  | 36+2       | 5          | -               | -               | -               | -                  | -                  | -                  | -           | -           | -           | 38     | 5      |        |
| 2021-2022          | Derthona           | D                  | 35         | 5          | CI-D            | 4               | 0               | -                  | -                  | -                  | -           | -           | -           | 39     | 5      |        |
| 2022-feb. 2023     | Alessandria        | C                  | 14         | 1          | CI-C            | 2               | 0               | -                  | -                  | -                  | -           | -           | -           | 16     | 1      |        |
| Totale Alessandria | Totale Alessandria | Totale Alessandria | 14         | 1          |                 | 2               | 0               |                    | -                  | -                  |             | -           | -           | 16     | 1      |        |
| gen.-giu. 2023     | CFR Cluj           | L1                 | 0          | 0          | CR              | 0               | 0               | UCL+UECL           | -                  | -                  | SR          | -           | -           | 0      | 0      |        |
| 2023-2024          | CFR Cluj           | L1                 | 15         | 0          | CR              | 3               | 0               | UECL               | 1                  | 0                  | -           | -           | -           | 19     | 0      |        |
| 2024-feb. 2025     | CFR Cluj           | L1                 | 4          | 1          | CR              | 1               | 0               | UCoL               | 0                  | 0                  | -           | -           | -           | 5      | 1      |        |
| Totale CFR Cluj    | Totale CFR Cluj    | Totale CFR Cluj    | 19         | 1          |                 | 4               | 0               |                    | 1                  | 0                  |             | -           | -           | 24     | 1      |        |
| feb.-giu. 2025     | Botoșani           | L1                 | 10         | 0          | CR              | -               | -               | -                  | -                  | -                  | -           | -           | -           | 10     | 0      |        |
| Totale carriera    | Totale carriera    | Totale carriera    | 114+2      | 12         |                 | 10              | 0               |                    | 1                  | 0                  |             | -           | -           | 144    | 10     |        |

### Cronologia presenze e reti in nazionale
| Cronologia completa delle presenze e delle reti in nazionale ― Romania under 21 | Cronologia completa delle presenze e delle reti in nazionale ― Romania under 21 | Cronologia completa delle presenze e delle reti in nazionale ― Romania under 21 | Cronologia completa delle presenze e delle reti in nazionale ― Romania under 21 | Cronologia completa delle presenze e delle reti in nazionale ― Romania under 21 | Cronologia completa delle presenze e delle reti in nazionale ― Romania under 21 | Cronologia completa delle presenze e delle reti in nazionale ― Romania under 21 | Cronologia completa delle presenze e delle reti in nazionale ― Romania under 21 |
| Data                                                                            | Città                                                                           | In casa                                                                         | Risultato                                                                       | Ospiti                                                                          | Competizione                                                                    | Reti                                                                            | Note                                                                            |
| ------------------------------------------------------------------------------- | ------------------------------------------------------------------------------- | ------------------------------------------------------------------------------- | ------------------------------------------------------------------------------- | ------------------------------------------------------------------------------- | ------------------------------------------------------------------------------- | ------------------------------------------------------------------------------- | ------------------------------------------------------------------------------- |
| 12-9-2023                                                                       | Elbasan                                                                         | Albania under 21                                                                | 3 – 2                                                                           | Romania under 21                                                                | Qual. Europeo Under-21 2025                                                     | -                                                                               | 76’ 79’                                                                         |
| Totale                                                                          |                                                                                 | Presenze                                                                        | 1                                                                               |                                                                                 | Reti                                                                            | 0                                                                               |                                                                                 |